# 施梅爾峰
施梅爾峰（英語：Schmehl Peak）是南極洲的山峰，位於奧次地，屬於威爾遜山的一部分，俯瞰沃爾什冰川和托米林冰川的匯流處，海拔高度750米，美國地質調查局根據測量和美國海軍拍攝的空中照片繪入地圖，現時由南極條約體系管理。